# Mauro Koury
Mauro Guilherme Pinheiro Koury (1950 – João Pessoa, 29 de agosto de 2021) foi um antropólogo, pesquisador e professor universitário brasileiro. 
Mauro era professor titular do Departamento de Ciências Sociais (DCS) e do Programa de Pós-Graduação em Antropologia (PPGA) da Universidade Federal da Paraíba (UFPB) desde 1979. Era nacionalmente conhecido pelo trabalho como editor da Revista Brasileira de Sociologia da Emoção e da Sociabilidades Urbanas de Antropologia e Sociologia.
Formado em Ciências Sociais pela Universidade Federal de Pernambuco, em 1972, concluiu mestrado pela mesma instituição, em 1976. Ingressou no departamento de Antropologia da UFPB em 1979, onde foi professor nos níveis da graduação e pós-graduação. Em 2010, pela Universidade Federal de São Carlos, defendeu o doutorado em sociologia, com orientação de Maria Aparecida de Moraes Silva.
Era líder de grupos de pesquisa em antropologia e sociologia, tendo formado profissionais em ambas as áreas. Ganhou projeção nacional por seu trabalho como editor da Revista Brasileira de Sociologia da Emoção e também da Revista Sociabilidades Urbanas de Antropologia e Sociologia.

## Morte
Mauro estava internado em um hospital de João Pessoa e morreu em 29 de agosto de 2021, aos 71 anos, em decorrência de complicações desencadeadas pela Covid-19.